# 杉昇真
杉 昇真（すぎ しょうま、1994年〈平成6年〉12月26日 - ）は、日本の俳優。愛知県名古屋市出身。フランスと日本のクォーター。

## 来歴
- 2014年に杉村昇馬として舞台を中心に俳優活動を始める。
- 2014年『ごめんね青春!』（TBS）にレギュラー生徒役で全話出演。
- 2016年に高杉昇馬に改名、オフィシャルブログを開設。
- 2020年より杉昇真として活動。
- 2020年『戦国炒飯TV 〜なんとなく歴史が学べる映像〜』のうつけ坂49メンバー 飯河宮松 として出演。
- 2021年11月に所属していたキャリアエッジを退所。それ以降フリーで活動している。

## 人物
- ハリネズミを飼っており、SNSにもよく登場する。名前は「チクリ」
- 実家で飼っている犬「ベリー」に懐かれず、顔を噛まれたことがある。現在は、お腹を撫でられるほどの仲まで急接近した。
- 趣味は銭湯、昔ながらの喫茶店巡り。
- 愛知県発祥のコメダ珈琲店をよく利用する。
- 喫茶店で台本を覚えることが多い。
- 特技:サッカー、ヌンチャク、歌唱、ダンス、殺陣(週1練習中)

## 出演

### テレビドラマ
- 『BAD BOYS J』7話（2013年、日本テレビ）- 主演に絡むチンピラ 役
- 『ごめんね青春!』（2014年、TBS）- レギュラー生徒役
- 『第貮巻　「安倍晴明異聞」～音霊の抄～』（2016年、ドラマCD）
- 『BS1スペシャル』「新幹線の父　不屈の闘い　～十河信二～」（2016年、NHK BS1）
- 『BS1スペシャル』「“太陽の塔”のメッセージ　～岡本太郎・小松左京～」（2016年、NHK BS1）
- 『THE LAST COP/ラストコップ』4話（2016年、日本テレビ）
- 『就活家族～きっと、うまくいく～』1話（2017年、テレビ朝日）
- 『ベイビーステップ』（2017年、Amazonプライムビデオ）
- 『民衆の敵〜世の中、おかしくないですか!?〜』（2017年、フジテレビ）
- 『マッサージ探偵ジョー』（2017年、テレビ東京）
- 『グッドモーニング コール our campus days』(2017年、フジテレビ他）
- 『警視庁いきもの係』（2017年、フジテレビ）- オープニングダンサー役
- 『遠隔視線推定技術コンセプトムービー』（2017年、日本電気株式会社）
- 『桜の塔』（2021年、テレビ朝日）- 別府明役
- 『虹色探偵団』（2021年、千葉テレビ）
- 『プロミス・シンデレラ』4話（2021年、TBS）
- 『メディウムダイバーブレイクダウン』(2021年、千葉テレビ)

### バラエティ
- 『さんまの東大方程式』(フジテレビ)
- 『超ハマる!爆笑キャラパレード』(フジテレビ)
- 『Tha オーディション Live!』(千葉テレビ)
- 『ネタパレ』(フジテレビ)
- 『戦国炒飯TV 〜なんとなく歴史が学べる映像〜』（2020年、TOKYO MX 他）- うつけ坂46 飯河宮松役
- 『ヒロミ・指原の“恋のお世話始めました”』（2021年、ABEMA）

### 映画
- 『謝罪の王様』（2013年）
- 『ニート・ニート・ニート』（2018年）- 生徒 役
- 『君から目が離せない 〜Eyes On You〜』（2019年）[1]
- 『MISSING』(2021年11月)[2]
- 家族という病（2022年公開予定）

### 舞台
- 『トライライトムーン』（2013年、中目黒ウッディーシアター）- 佐久間優也 役
- 『帰ってきた蛍～蒼空の神々～』（2014年、俳優座劇場）- 坂口良介 役
- 『ダンスレボリューション～ホントのワタシ～』（2015年、築地ブディストホール）- 慎也 役
- 『あなたを待ちながら』（2015年、築地ブディストホール）- 春川俊也 役
- 『僕の話』(2018年、千本桜劇場)
- 『アリスインデッドリースクール少年』(2019年、六行会ホール）- 高森 朝雄 役[3]
- 『少女文学館×俳優×最善席 朗読劇「よるのこえ」』（2020年、ニコニコ生放送）
- 『逆転裁判 ～逆転のパラレルワールド～』（2020年、サンシャイン劇場）- 小中大 役[4]※公演中止[5]
- 『夜明けのうた』（2021年、渋谷区文化総合センター大和田さくらホール）※公演中止

### プロモーションビデオ
- BLUE ENCOUNT『だいじょうぶ』（2016年6月29日）[6]